# Perdidos en el espacio (serie de televisión)
Perdidos en el espacio (título en inglés Lost in Space) es una serie de televisión estadounidense, una comedia infantil de aventuras y ciencia ficción, creada y producida por Irwin Allen, lanzada por Fox Televisión y transmitida por la red televisiva CBS. Estuvo en antena tres temporadas, la primera de ellas se emitió en blanco y negro y el resto en color, con 83 episodios que salieron al aire en Estados Unidos entre el 15 de septiembre de 1965 y el 6 de marzo de 1968.
La serie tuvo una versión cinematográfica en 1998 y una versión (Lost in Space) serie de Netflix estrenada en 2018.

## Sinopsis

### Concepto
La historia se desarrolla en el entonces distante año 1997 (que a partir de 1965 ―el año de estreno de la serie― se encontraba 32 años en el futuro). La Tierra sufre una sobrepoblación masiva y una reducción de los recursos naturales, que están a punto de agotarse.
El 16 de octubre de 1997, el Gobierno de Estados Unidos lanza una misión espacial en busca de un nuevo planeta habitable que pueda ser colonizado por la humanidad.
La Júpiter 2, una nave espacial futurista con forma de platillo volador, se encuentra en su plataforma de lanzamiento en los preparativos finales. Su misión es llevar a una sola familia en un viaje de cinco años y medio a un planeta similar a la Tierra que orbita la estrella Alfa Centauri.
La familia Robinson está formada por el profesor John Robinson (Guy Williams), su esposa Maureen (June Lockhart) y sus tres hijos: Judy (Marta Kristen), Penny (Angela Cartwright); y Will (Bill Mumy). La familia está acompañada por el comandante del Cuerpo Espacial de los Estados Unidos, Donald West (Mark Goddard). Los Robinson y el comandante West serán hibernados durante el viaje reanimados cuando la nave espacial se acerque a su destino.
Se revela que el Dr. Zachary Smith (Jonathan Harris), el médico de Alpha Control, es un saboteador que trabaja en nombre de una nación anónima (pero que, en el marco de la Guerra Fría, el espectador suponía que era la Unión Soviética). Después de deshacerse de un guardia que lo atrapa a bordo de la nave espacial, Smith reprograma el robot B9 de control ambiental (que fue representado por la voz del actor Dick Tufeld) para destruir los sistemas críticos de la nave espacial ocho horas después del lanzamiento.
En el lanzamiento, sin embargo, el malvado agente Smith queda atrapado a bordo de la nave. Su peso extra provoca que la Júpiter 2 se encuentre con asteroides. Esto, más el alboroto del robot, hace que la nave active prematuramente su hiperimpulsor y la expedición se pierda irremediablemente en las infinitas profundidades del espacio exterior.
Las acciones egoístas y la pereza de Smith con frecuencia ponen en peligro la expedición, pero en temporadas posteriores de la serie su papel asume connotaciones menos siniestras.

### Reparto recurrente y rol
"Los elegidos" para llevar a cabo la misión, emprenderán la aventura espacial de viajar hasta Alfa Centauri, la estrella más cercana a nuestro sistema solar, en una nave espacial denominada «Júpiter 2» fueron:
| Actor             | Personaje                                                     | Detalle          |
| ----------------- | ------------------------------------------------------------- | ---------------- |
| Guy Williams      | Doctor en ciencias geológicas, teniente coronel John Robinson | 65 años († 1989) |
| June Lockhart     | Doctora en química, Maureen Robinson                          | 97 años (2023)   |
| Marta Kristen     | Judy Robinson                                                 | 77 años (2023)   |
| Angela Cartwright | Penny Robinson                                                | 70 años (2023)   |
| Bill Mumy         | Niño-genio experto en electrónica, Will Robinson              | 69 años (2023)   |
| Mark Goddard      | Mayor Don West                                                | 86 años (2023)   |
| Jonathan Harris   | Coronel y Doctor en psicología militar, Zachary Smith         | 87 años († 2002) |
| Bob May           | Robot YM-3-B-9 "Blinky Rodney"                                | 69 años († 2009) |

### La Trama
La familia Robinson y el Mayor West fueron puestos en animación suspendida para el largo viaje,  antes del despegue. Cuando otro personaje, el Dr. Zachary Smith (Jonathan Harris), un científico que había participado en el proyecto «Júpiter 2», se introdujo a hurtadillas dentro de la nave en una misión de sabotaje, enviado por una potencia enemiga para la cual trabajaba en secreto con su objetivo siendo “evitar que se realice el viaje”. Silenciosamente reprogramó el robot  B9 de la nave para que la destruyera poco después de que dejasen la Tierra. Sin embargo, él mismo quedó atrapado en la nave espacial durante el despegue. Una vez en el espacio exterior, el peso extra que suponía la presencia de Smith desvió el «Júpiter 2» de su trayectoria original, lanzándolo hacia una lluvia de meteoritos contra la que chocó inevitablemente. El subsiguiente ataque del robot completó la labor de dejar a la tripulación completamente a la deriva en el espacio infinito. La familia Robinson y el Mayor West despertaron de la animación suspendida para llevarse la sorpresa de que se encontraban Perdidos en el espacio.

### El destino de los viajeros

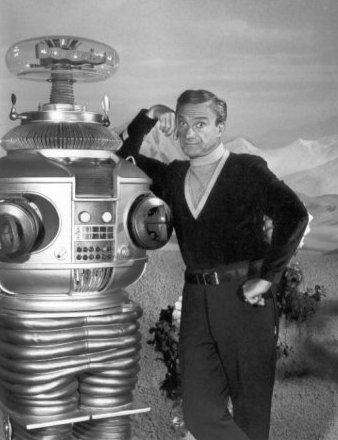
Jonathan Harris interpretando al Dr. Zachary Smith, junto al robot B9, en Perdidos en el espacio de 1967.

Los viajeros perdidos cayeron en un mundo misterioso al que llamaron «el planeta perdido», las historias de cada episodio se volvieron cómicas y hasta delirantes. Los Robinson encontraron aquí extraterrestres viajeros de todo tipo, como  unos “seres de luz” provenientes de la quinta dimensión,  o una familia idéntica a los Robinson, una copia de ellos, pero de extraterrestres, o delincuentes interplanetarios. Además  “el planeta perdido” albergaba su propia reserva de monstruos que atacaban recurrentemente  a nuestros viajeros, como los “cíclopes caníbales”, o  unas  “plantas carnívoras gigantes” (ciclamenes), o el increíblemente absurdo  “hombre zanahoria”, entre muchos otros. Se sumaban a estas risueñas amenazas, las traiciones y sabotajes que el Dr. Smith llevaba a cabo contra los Robinson en cada episodio, desde intentar entregarlos a los monstruos, o venderlos a un “pirata espacial”, hasta vender el propulsor de la nave a unos “compradores de chatarra” del espacio. Mientras los Robinson y el Mayor West estaban siempre abocados a la tarea de reparar el Júpiter 2, para intentar salir del planeta y regresar a la Tierra.
El Dr. Zachary Smith continuó interpretando su papel de saboteador durante toda la serie, aunque nadie pareció notarlo excepto el Mayor Don West. Los  Robinson (especialmente el joven Will) eran continuamente puestos en peligro por  Smith.
Al comenzar la segunda temporada, abandonaron el “planeta perdido”, porque estaba a punto de estallar, emprendiendo una nueva travesía espacial. Esta vez viajaron de planeta en planeta durante las dos siguientes temporadas, siempre buscando  el rumbo de regreso a la Tierra. Encontraron nuevas y disparatadas aventuras con  diferentes personajes, como  un “circo” que viajaba por el espacio, o realizaron un “viaje al infierno” que fue causado al tocar un instrumento musical, o un “viaje en el tiempo”, que los llevó de regreso a la Tierra en 1940, pero debieron abandonarla porque fueron confundidos con extraterrestres, o  un “consejo de guerra” al que fueron sometidos los Robinson por presuntos crímenes cometidos durante su viaje. El episodio final de la serie se emitió  el 6 de marzo de 1968, sin que nuestros viajeros espaciales hubieran logrado volver a casa.

## Historia del programa y su éxito

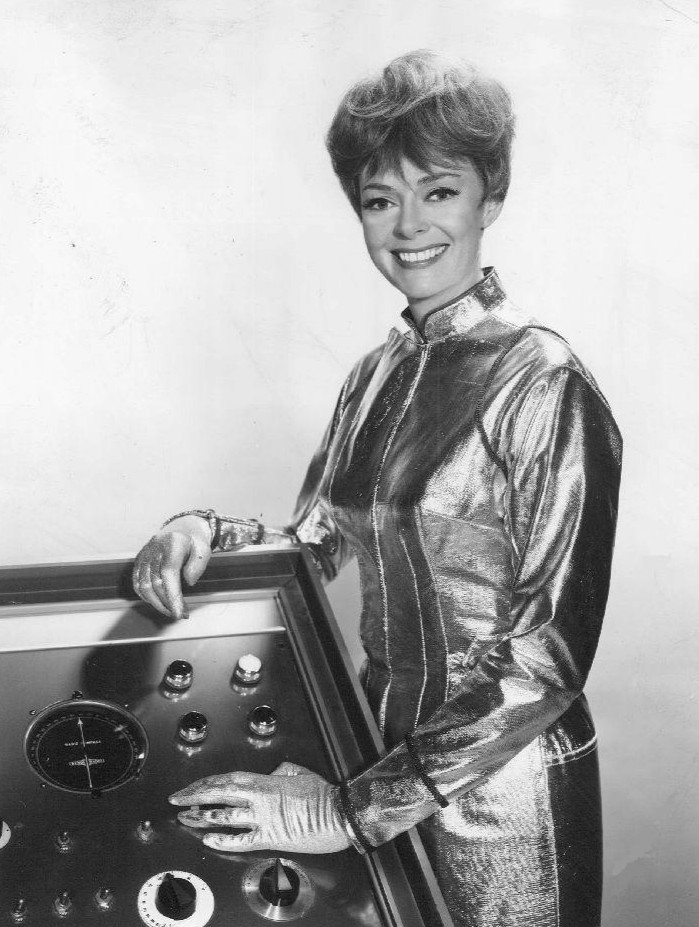
June Lockhart, en su papel de la Dra. Maureen Robinson, en Perdidos en el espacio de 1965.

Esta serie fue la segunda de las cuatro series de ciencia ficción que Irwin Allen realizó para televisión. Su tema principal era la aventura de viajar a través del espacio. Conceptualmente, la serie es una adaptación de la era espacial de la novela clásica de aventuras La familia Robinson suiza, de Johann David Wyss. Durante la primera temporada, la serie sigue las aventuras de una familia de astronautas que queda atrapada en un mundo extraño después de haberse perdido en su intento de llegar al sistema Alfa Centauri. En la segunda y tercera temporadas viajan a otros mundos en su intento nunca resuelto de llegar a su destino original o de volver a la Tierra. 
Siguiendo el exitoso formato de la primera serie de televisión de Allen, Viaje al fondo del mar, se enfatizó la creación de una historia de aventuras emocionante, orientada hacia la fantasía. Cada semana, el programa presentaba un acelerado asalto visual de efectos especiales, explosiones, monstruos extraterrestres, naves espaciales y exóticos paisajes, complementados con un vestuario de brillantes colores primarios.
Había un claro contraste con la otra serie de televisión de aventuras espaciales que se emitía ese día, Star Trek. En Perdidos en el espacio el desarrollo psicológico de los personajes, la seriedad de los temas, la profundidad dramática o incluso la coherencia de la historia eran aspectos ignorados. La frase "¡No se pongan lógicos conmigo!" ("Don't get logical with me!") era utilizada frecuentemente por Allen cuando los guionistas le exigían ciertos cambios en sus guiones.  
Los críticos se quejaron de que este era el equivalente televisivo de mostrar un objeto brillante para distraer al televidente poco exigente. Sin embargo, a pesar de las críticas, el programa fue un éxito. Para el sexto episodio el 23% de los televisores de América sintonizaban con el programa poniéndolo así entre los diez programas más vistos de la época. Con el tiempo también se ha convertido en una serie de culto.
Allen había descubierto con esta serie una exitosa fórmula que empleó para crear una tercera serie de aventuras y fantasía, El túnel del tiempo (The Time Tunnel, 1966-1967), que fue sucedida por su última y más ambiciosa serie, Tierra de gigantes (Land of the Giants, 1968-1970). Estas series también se convirtieron en favoritas de los telespectadores y de algunos críticos que habían rechazado su anterior propuesta.